# Simone Forte
Pour les articles homonymes, voir Forte.
Simone Forte (né le 20 janvier 1996 à Rome) est un athlète italien, spécialiste du saut en longueur et du triple saut.
Il remporte le titre national en salle du triple à Ancône en février 2019.